# Schauen
Schauen is een plaats en voormalige gemeente in de Duitse deelstaat Saksen-Anhalt, en maakt deel uit van de Landkreis Harz.
Schauen telt 501 inwoners.

## Historie
Zie rijksheerlijkheid Schauen